# Delias bakeri
Delias bakeri is een vlindersoort uit de familie van de Pieridae (witjes), onderfamilie Pierinae.
Delias bakeri werd in 1909 beschreven door Kenrick.